# Algemene Senaten Vergadering

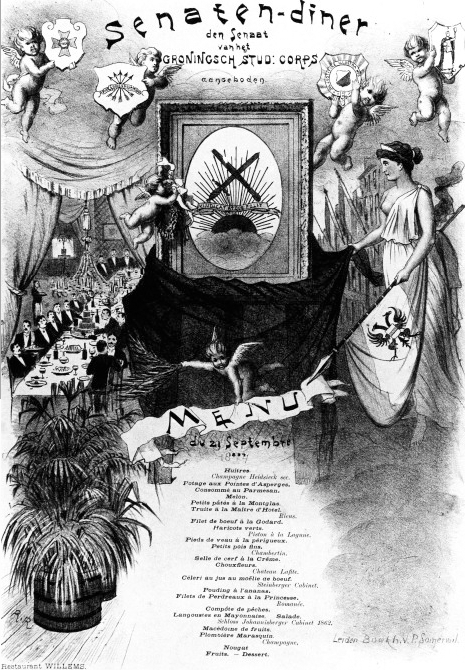
Menukaart van ASV Senatendiner 1894

De Algemene Senaten Vergadering (ASV) is de vergadering van het Collegium en de Senaten van de elkaar op voet van gelijkheid erkennende studentencorpora in Nederland. De ASV is het oudste Nederlandse overkoepelende studentenverbond. De ASV stelt zich ten doel de behartiging van de gemeenschappelijke belangen van de aangesloten corpora.

## Geschiedenis
Al sinds 1815 zijn er bevriende contacten tussen onder andere de Senaat van het Groningsch studentencorps en de reeds bestaande groensenaten destijds verenigd in het Collegium Omnium te Leiden en de senaat van Utrecht. De corpsen verbonden aan het Athenaeum Illustre in Deventer en  in Amsterdam schaarden zich in eerste instantie onder het Leidsche Collegium Omnium. In de periode 1860-1870 voegden de senaten te Amsterdam en Delft zich daarbij als separate besturen. Eind negentiende eeuw worden deze contacten geformaliseerd en in 1892 komen de senaten van de toen elkaar erkennende corpora voor het eerst georganiseerd bij elkaar op initiatief van het Utrechtsch Studenten Corps. Leiden dat zichzelf ook toen al als praesidium der universiteiten en dus der Nederlandse studenten zag, weigerde hieraan echter deel te nemen omdat - mocht er al zulk een bijeenkomst zijn dan zou deze door Leiden samengeroepen én voorgezeten moeten worden. Als het Amsterdamsch Studenten Corps in 1913 weer terugkeert tot de kring der erkende corpora is het op instigatie van het Leidsch Studenten Corps dat de Algemene Senaten Vergadering officieel werd opgericht.
In 1946 werd het Wageningsch Studenten Corps erkend en toegelaten. Ten slotte werd het RSC in 1953 erkend en toegelaten tot de ASV. In 1972 fuseerde de ASV met de BVSV.
Door een uit de hand gelopen vriendschappelijke inval van het Rotterdamse RSC bij het Delftse DSC werd het RSC door de ASV in december 2021 voor de rest van het studiejaar geschorst.

## Leden en bestuur
Het dagelijks bestuur van de ASV wordt sinds de officiële oprichting gevoerd door het Leidse Collegium en de praeses collegii treedt op als praeses van de ASV.
De ASV bestaat thans uit de volgende studentencorpora in die volgorde:
| Studentencorps                                                                                        | Opgericht | Opmerkingen |
| --- | --------- | --- |
| Groninger Studenten Corps Vindicat atque Polit                                                        | 1815      | |
| Leidse Studenten Vereniging Minerva                                                                   | 1839      | |
| Utrechtsch Studenten Corps                                                                            | 1848      | Vanaf 1793 kende Utrecht al een groensenaat. Op 26 februari 1814 kreeg deze een vervolg met de Senatus Veteranorum. Op 22 mei 1848 verenigde deze senaat zich met de Senatus Theologorum tot één corps; deze datum werd vervolgens als dies natalis aangehouden, hoewel 26 februari 1814 later opnieuw als oprichtingsdag is gevierd. Separaat wordt de oprichting van de sociëteit, Placet hic Requiescere Musis, gevierd op 26 februari 1816. |
| Delftsch Studenten Corps                                                                              | 1848      | |
| Amsterdamsch Studenten Corps / Amsterdamsche Vrouwelijke Studenten Vereeniging                        | 1851      | |
| Wageningse Studenten Vereniging Ceres                                                                 | 1878      | |
| Rotterdamsch Studenten Corps / Rotterdamsche Vrouwelijke Studenten Vereeniging                        | 1913      | |
| Utrechtsche Vrouwelijke Studentenvereeniging / Nieuwe Vereniging van Vrouwelijke Studenten te Utrecht | 1899      | |